# Руський Уленвай
Руський Уленва́й (рос. Русский Уленвай) — присілок в Можгинському районі Удмуртії, Росія.

## Населення
Населення — 1 особа (2010; 0 в 2002).